# Theo Stockman
Theo Stockman (* 27. Dezember 1984 in Brookline, Massachusetts) ist ein amerikanischer Schauspieler, Sänger und DJ.

## Leben
Stockman ist der Sohn der Schriftstellerin Jayne Anne Phillips und des Arztes Mark Stockman. Er spielt am Broadway und hatte mehrere Gastauftritte in diversen Serien. Er war von April 2010 bis September 2011 mit der Schauspielerin und Sängerin Lea Michele liiert, die die Rachel Berry in der bekannten US-Serie Glee darstellt.

## Filmografie (Auswahl)
- 2011: CSI: Vegas (CSI: Crime Scene Investigation, Fernsehserie, Folge 12x03)
- 2011: Blue Bloods – Crime Scene New York (Blue Bloods, Fernsehserie, Folge 2x14)
- 2012: Private Practice (Fernsehserie, Folge 5x05)
- 2014: Das grenzt an Liebe (And So It Goes)
- 2018–2021: Bonding (Fernsehserie, 11 Folgen)
- 2022–2023: Alaska Daily (2 Folgen)